# Adriano Sánchez Roa
Adriano de Jesús Sánchez Roa (nacido el 24 de enero del año 1956) es un político, economista, escritor y de la República Dominicana. Fue senador para la provincia de Elías Piña, elegido en 2006, y reelegido en 2010, con 60.05% de los votos,.
Ha sido descrito como uno de los senadores, más trabajadores.
El senador por la Provincia Elías Piña, del Partido Reformista Social Cristiano y exadministrador del Banco Agrícola.

## Trabajos
- “Influencias de las Leyes Agrarias en el Cultivo del Arroz” (1981)
- “Cafetería: Situación y Perspectivas” (1984)
- “La Crisis Arrocera” (1985)
- “La Reforma Agraria Ningún ha llenado las Expectativas Creadas un Familias Campesinas” (1986)
- “Políticas Inflacionarias en los Productos Alimenticios de Origen Agropecuario” (1986)
- “Determinantes Estructurales en la Producción Cacaotalera” (1986)
- “Los Intermediarios en 25 Rubros Agropecuarios” (1987)
- “La Inflación en el Sector Agropecuario” (1988)
- “Consecuencias de la Insuficiencia del Crédito Estatal en el Agro.” (1988)
- “Campesinos, Crisis Agropecuaria e Inflación” (1989)
- “En Tiempos Caracoles” (1990)
- “Los Dueños del Cafetería” (1990)
- “FMI, Agricultura y Pobreza” (1991)
- “Los Desamparados de la Tierra: 30 años de Reforma Agraria” (1992)
- “Cuando el Amor Nace en Primavera” (1996)
- “Pensamiento Social Agrario de Joaquín Balaguer” (1997)
- “Los Amores Inmortales” (1999)
- “Capilla Pecado Dios” (1999)
- “Otros Cuentos en el Mismo Exilio” (1999)
- “El Amor en el Rocío de la Noche”
- “Eloísa Quiere Casarse” (2004)
- “Contigo Voy Un la Gloria” (2005)